# 803

## Esdeveniments
- El tractat d'Aquisgrà entre Carlemany i Nicèfor I estableix els límits dels respectius territoris. Venècia veu reconeguda la seva independència de l'Imperi Romà d'Orient.[1]
- Comença el procés d'unificació de lleis als territoris dominats per Carlemany

## Necrològiques
- 9 d'agost: Constantinoble: Irene (Εἰρήνη), emperadriu romana d'Orient, promotora del Segon Concili de Nicea (n. 752).[2]